# پادرون
پادرون (به اسپانیایی: Padrón) یکی از دهستان‌های اسپانیا است که در استان لاکرونیا واقع شده‌است.

## خصوصیات
پادرون ۴۸٫۳۷ کیلومترمربع مساحت و ۸٬۹۶۸ نفر جمعیت دارد.

## خواهرخوانده
شهر Noirmoutier-en-l'Île خواهرخواندهٔ پادرون هست.